# Wzór sześcioczynnikowy
Wzór sześcioczynnikowy – stosowany w fizyce reaktorów jądrowych wzór umożliwiający  określenie szybkości przebiegu reakcji jądrowej. Wzór umożliwia obliczenie efektywnego współczynnika mnożenia neutronów, który jest definiowany jako stosunek ilości neutronów jakie będą w kolejnym pokoleniu do ilości neutronów w bieżącym pokoleniu. W regule sześcioczynnikowej przedstawiany jest w następującej postaci:
{\displaystyle k_{eff}=\eta fp\varepsilon P_{FNL}P_{TNL}}
gdzie:
{\displaystyle k_{eff}} – efektywny współczynnik mnożenia neutronów,
{\displaystyle \eta } – współczynnik reprodukcji,
{\displaystyle f} – współczynnik wykorzystania neutronów termicznych,
{\displaystyle p} – prawdopodobieństwo uniknięcia wychwytu rezonansowego,
{\displaystyle \varepsilon } – współczynnik mnożenia neutronów prędkich,
{\displaystyle P_{FNL}} - prawdopodobieństwo uniknięcia ucieczki neutronów prędkich ,
{\displaystyle P_{TNL}} - prawdopodobieństwo uniknięcia ucieczki neutronów termicznych,

## Opis poszczególnych wielkości

### Efektywny współczynnik mnożenia neutronów
Współczynnik mnożenia neutronów k jest zdefiniowany jako stosunek liczby neutronów w bieżącej generacji do liczby neutronów w poprzedzającej generacji. Wskazuje on o wzroście, bądź zmniejszaniu się liczby neutronów w reaktorze i:
- k > 1,  liczba neutronów wzrasta. Reaktor jądrowy jest w stanie nadkrytycznym, szybkość reakcji rozszczepiania wzrasta.
- k < 1, liczba neutronów maleje. Reaktor jądrowy jest w stanie podkrytycznym, szybkość reakcji zmniejsza się.
- k = 1,  liczba neutronów pozostaje stała. Reaktor jądrowy jest w stanie krytycznym, szybkość reakcji nie będzie zmieniać się.

Niewystarczające jest wykorzystanie nieskończonego współczynnika mnożenia neutronów, opisanego przez wzór czteroczynnikowy. Ze względu na skończone wymiary reaktorów uwzględnić należy ucieczkę neutronów. Efektywny współczynnik mnożenia neutronów keff umożliwia więc dokładniejszy opis cyklu życia neutronów w rzeczywistych reaktorach. 
{\displaystyle k_{eff}=k_{\infty }P_{FNL}P_{TNL}}

### Współczynniki wzoru czteroczynnikowego
Współczynniki występujące we wzorze wzorze czteroczynnikowym:
- {\displaystyle \eta } – współczynnik reprodukcji,
- {\displaystyle f} – współczynnik wykorzystania neutronów termicznych,
- {\displaystyle p} – prawdopodobieństwo uniknięcia wychwytu rezonansowego,
- {\displaystyle \varepsilon } – współczynnik mnożenia neutronów prędkich,

Dokładny ich opis został przedstawiony w artykule wzór czteroczynnikowy

### Prawdopodobieństwo braku ucieczki prędkich neutronów
Prawdopodobieństwo uniknięcia ucieczki (pozostania w reaktorze) prędkich neutronów PFNL jest określone jako stosunek liczby neutronów prędkich, które nie uciekną z reaktora, do liczby wszystkich prędkich neutronów powstałych podczas wszystkich rozszczepień. Parametr ten jest obliczany ze wzoru: 
{\displaystyle P_{FNL}\approx \mathrm {exp} \left(-{B_{g}}^{2}\tau _{th}\right)}
- {\displaystyle \tau _{th}} – czas życia neutronów termicznych, odpowiada on czasowi jednego pokolenia neutronów w formule.
- Bg² (geometric buckling) - współczynnik odchylenia geometrycznego. Współczynnik wprowadzono stosując równania dyfuzji do wyznaczenia ilości neutronów prędkich w reaktorze, zależny od kształtu i wielkości reaktora[3].

Przykładowe współczynniki geometryczne:
| Kształt                               | Współczynnik Bg2 |
| ------------------------------------- | --- |
| Kula o promieniu R                    | {\displaystyle \left({\frac {\pi }{R}}\right)^{2}}                                                                       |
| Cylinder o wysokości H i promieniu R  | {\displaystyle \left({\frac {\pi }{H}}\right)^{2}+\left({\frac {2.405}{R}}\right)^{2}}                                   |
| Prostopadłościan o wymiarach a, b i c | {\displaystyle \left({\frac {\pi }{a}}\right)^{2}+\left({\frac {\pi }{b}}\right)^{2}+\left({\frac {\pi }{c}}\right)^{2}} |

### Prawdopodobieństwo braku ucieczki termicznych neutronów
Prawdopodobieństwo uniknięcia ucieczki (pozostania w reaktorze) neutronów termicznych PFNL jest określony jako stosunek liczby neutronów termicznych, które nie uciekną z reaktora do liczby wszystkich neutronów termicznych powstałych podczas wszystkich rozszczepień. Parametr ten jest określony wzorem: 
{\displaystyle P_{TNL}\approx {\frac {1}{1+{L_{th}}^{2}{B_{g}}^{2}}}}